# William Peter Blatty
William Peter Blatty (New York, 7 gennaio 1928 – Bethesda, 12 gennaio 2017) è stato uno scrittore, sceneggiatore, regista, produttore cinematografico e attore statunitense noto soprattutto per il romanzo horror L'esorcista da cui venne tratto il film omonimo di cui lui stesso scrisse la sceneggiatura.

## Biografia
Di origini libanesi, dopo il divorzio dei genitori e un'infanzia travagliata, durante la quale cambiò residenza 28 volte con sua madre, completò gli studi presso la Georgetown University per studiare inglese.
Dopo aver vinto 10000 $ ad un quiz dell'epoca, You Bet Your Life, si dedicò alla sua carriera di scrittore. La prima sceneggiatura di successo fu Uno sparo nel buio, film diretto da Blake Edwards ed interpretato da Peter Sellers nel ruolo dell'ispettore Clouseau, pur senza Pantera Rosa. Con Edwards lavorerà ancora co-scrivendo la sceneggiatura del musical Operazione Crêpes Suzette, con Julie Andrews nei panni di una spia tedesca durante la prima guerra mondiale.
L'opera che sicuramente lo ha reso celebre in tutto il mondo e gli ha dato la popolarità fu L'esorcista, che scrisse ispirandosi ad un presunto caso di possessione accaduto ad un quattordicenne del Maryland all'inizio degli anni quaranta. Blatty rimase tanto impressionato da questo fatto da interessarsi agli studi scientifici sul paranormale, dedicando anni di intenso studio alla materia. Nel ventennio che andava dall'inizio degli anni quaranta alla fine degli anni cinquanta non si conosceva molto, scientificamente parlando, sulla possessione satanica e sul rito dell'esorcismo che, soprattutto a seguito della crescente secolarizzazione dentro gli ambienti cattolici, venivano sempre più rinnegati e messi da parte con crescente imbarazzo, per timore che la Chiesa venisse giudicata "superstiziosa" o "medievale". Il suo romanzo, pubblicato nel 1971, scandalizzò l'opinione pubblica e fece rinascere l'interesse per un argomento ritenuto prima troppo sciocco e inverosimile. L'esorcista fu il più grande best seller di tutti gli anni settanta.
Blatty fu anche il produttore e lo sceneggiatore dell'omonimo film del 1973 diretto da William Friedkin, nel quale parteciparono Ellen Burstyn, Linda Blair, Jason Miller, Max von Sydow e Lee J. Cobb; il film vinse due Premi Oscar su dieci candidature, Blatty vinse quello alla migliore sceneggiatura non originale.
Nel 1981 vince il Golden Globe per la sceneggiatura del cult movie La nona configurazione, occupandosi anche della regia. Nel 1983 Blatty scrisse un romanzo, Legion, uscito in Italia col titolo Gemini Killer, di cui diresse la versione cinematografica, nel 1990, chiamata L'esorcista III. Tra il libro e il film da esso tratto c'è una discrepanza: mentre Legion è l'unico seguito ufficiale de L'esorcista come romanzo, il film prende come nome L'esorcista III in quanto segue L'esorcista II - L'eretico, film di scarso successo e valore che Blatty non riconobbe né apprezzò mai: ma i produttori gli imposero di chiamare il film L'esorcista III per collegarlo ai primi due e avere maggior richiamo.
Morì il 12 gennaio 2017, cinque giorni dopo il suo 89º compleanno, in un ospedale a Bethesda, nel Maryland, a seguito di un mieloma multiplo.

## Opere

### Romanzi
- Which Way to Mecca, Jack?, 1959
- John Goldfarb, Please Come Home, 1963
- I, Billy Shakespeare!, 1965
- Twinkle, Twinkle, "Killer" Kane, 1966
- L'esorcista (The Exorcist, 1971)
- The Ninth Configuration, 1978
- Gemini Killer (Legion, 1983)
- Demons Five, Exorcists Nothing: A Fable, 1996
- Il traghettatore (Elsewhere, 2009)
- Dimiter, 2010
- Crazy, 2010
- Redenzione (The Redemption, 2013; versione riveduta del romanzo Dimiter)
- The Exorcist for the 21st Century, 2015

### Saggi
- William Peter Blatty on 'The Exorcist': From Novel to Screen, 1974
- If There Were Demons Then Perhaps There Were Angels: William Peter Blatty's Own Story of the Exorcist, 1978
- Finding Peter: A Wild Ride In Search Of The Soul, 2015

### Autobiografia
- Mi ricordo di te (I'll Tell Them I Remember You, 1973)

## Filmografia

### Sceneggiatore
- Il piede più lungo (The Man from the Diners' Club), regia di Frank Tashlin (1963)
- Uno sparo nel buio (A Shot in the Dark), regia di Blake Edwards (1964)
- A braccia aperte (John Goldfarb, Please Come Home!), regia di J. Lee Thompson (1965)
- Spogliarello per una vedova (Promise Her Anything), regia di Arthur Hiller (1965)
- Papà, ma che cosa hai fatto in guerra? (What Did You Do in the War, Daddy?), regia di Blake Edwards (1966)
- Peter Gunn: 24 ore per l'assassino (Gunn), regia di Blake Edwards (1967)
- Quel fantastico assalto alla banca (The Great Bank Robbery), regia di Hy Averback (1969)
- Operazione Crêpes Suzette (Darling Lili), regia di Blake Edwards (1970)
- 1975: Occhi bianchi sul pianeta Terra (The Omega Man), regia di Boris Sagal (1971) - non accreditato
- L'esorcista (The Exorcist), regia di William Friedkin (1973)
- Insight - serie TV, 2 episodi (1968-1975)
- La nona configurazione (The Ninth Configuration), regia di William Peter Blatty (1980)
- L'esorcista III (The Exorcist III), regia di William Peter Blatty (1990)
- L'esorcista - La genesi (Exorcist: The Beginning), regia di Renny Harlin (2004)

### Attore
- No Place to Land (1958)
- A braccia aperte (John Goldfarb, Please Come Home!) (1965) - non accreditato
- L'esorcista (The Exorcist) (1973) - non accreditato
- La nona configurazione (The Ninth Configuration) (1980) - non accreditato

### Regista
- La nona configurazione (The Ninth Configuration) (1980)
- L'esorcista III (The Exorcist III) (1990)

### Produttore
- L'esorcista (The Exorcist) (1973)
- La nona configurazione (The Ninth Configuration) (1980)

## Riconoscimenti
- Premio Oscar
  - 1974 – Migliore sceneggiatura non originale per L'esorcista
  - 1974 – Candidatura come miglior film per L'esorcista

- Golden Globe
  - 1974 – Migliore sceneggiatura per L'esorcista
  - 1981 – Migliore sceneggiatura per La nona configurazione

- Saturn Awards
  - 1975 – Migliore sceneggiatura per L'esorcista
  - 1981 – Migliore sceneggiatura per La nona configurazione
  - 1991 – Migliore sceneggiatura per L'esorcista III